# Carpathonesticus
Carpathonesticus is een spinnengeslacht uit de familie holenspinnen (Nesticidae).

## Soorten
- Carpathonesticus avrigensis Weiss & Heimer, 1982
- Carpathonesticus biroi (Kulczyński, 1895)
- Carpathonesticus birsteini (Charitonov, 1947)
- Carpathonesticus borutzkyi (Reimoser, 1930)
- Carpathonesticus caucasicus (Charitonov, 1947)
- Carpathonesticus cibiniensis (Weiss, 1981)
- Carpathonesticus eriashvilii Marusik, 1987
- Carpathonesticus fodinarum (Kulczyński, 1894)
- Carpathonesticus galotshkai Evtushenko, 1993
- Carpathonesticus hungaricus (Chyzer, 1894)
- Carpathonesticus ljovuschkini (Pichka, 1965)
- Carpathonesticus lotriensis Weiss, 1983
- Carpathonesticus mamajevae Marusik, 1987
- Carpathonesticus menozzii (Caporiacco, 1934)
- Carpathonesticus paraavrigensis Weiss & Heimer, 1982
- Carpathonesticus parvus (Kulczyński, 1914)
- Carpathonesticus puteorum (Kulczyński, 1894)
- Carpathonesticus racovitzai (Dumitrescu, 1980)
- Carpathonesticus simoni (Fage, 1931)
- Carpathonesticus spelaeus (Szombathy, 1917)
- Carpathonesticus zaitzevi (Charitonov, 1939)